# Naberejne, Lenine
Naberejne (în ucraineană Набережне) este un sat în comuna Zavitne din raionul Lenine, Republica Autonomă Crimeea, Ucraina.

## Demografie
Componența lingvistică a localității Naberejne
     Rusă (79,35%)
     Ucraineană (20%)
Conform recensământului din 2001, majoritatea populației localității Naberejne era vorbitoare de rusă (79,35%), existând în minoritate și vorbitori de ucraineană (20%).